# Copy of A
Copy of A è il secondo singolo dei Nine Inch Nails dall'ottavo album Hesitation Marks, pubblicato nel 2013.

## La canzone
Copy of A descrive la sensazione del sentirsi oppressi dal sistema-società, che riduce l'individuo ad un semplice ingranaggio destinato a ripetere senza soluzione di continuità un copione che altri hanno scritto per lui.

## Formazione
- Trent Reznor - voce, chitarra, basso, elettronica, percussioni, produzione
- Lindsey Buckingham - chitarra
- Pino Palladino - basso
- Ilan Rubin - percussioni
- Atticus Ross - produzione
- Alan Moulder - produzione